# Na granicy cienia
Na granicy cienia (ang. The Shadow Line, 2011) – siedmioodcinkowy brytyjski serial dramatyczny stworzony przez Darlene Hunt, wyprodukowany przez Company Pictures/Eight Rooks Ltd/Baby Cow/CinemaNX dla kanału BBC Two, emitowany od 5 maja do 16 czerwca 2011 roku na kanale BBC Two. W Polsce nadawany od 21 marca do 11 kwietnia 2012 roku na kanale Ale Kino+.

## Opis fabuły
Detektyw Jonah Gabriel (Chiwetel Ejiofor) stara się wyjaśnić zagadkę morderstwa przestępcy, który tuż przed śmiercią opuścił więzienie. W jej wyjaśnieniu pomaga mu Joseph Bede (Christopher Eccleston).

## Obsada
- Chiwetel Ejiofor jako Jonah Gabriel
- Christopher Eccleston jako Joseph Bede
- Antony Sher jako Peter Glickman
- Stephen Rea jako Gatehouse
- Rafe Spall jako Jay Wratten
- Kierston Wareing jako Lia Honey
- Richard Lintern jako Patterson
- Eve Best jako Petra
- Lesley Sharp jako Julie Bede
- Tobias Menzies jako Ross McGovern
- Robert Pugh jako Bob Harris
- Malcolm Storry jako Maurice Crace
- Clare Calbraith jako Laura Gabriel
- Sean Gilder jako Beatty
- David Schofield jako Sergeant Foley
- Stanley Townsend jako Bulkat Babur
- Ace Bhatti jako Khokar
- Sasha Behar jako Laing
- Freddie Fox jako Ratallack
- Nicholas Jones jako Penney
- Sharon D. Clarke jako Pani Dixon
- Tobi Bakare jako Andy Dixon